# Mosiuoa Lekota
Mosiuoa Patrick Lekota, južnoafriški politik, * 13. avgust 1948, Kroonstad.
Bil je minister za obrambo Južnoafriške republike (od leta 1999 do 2008).